# Tinantia macrophylla
Tinantia macrophylla là một loài thực vật có hoa trong họ Commelinaceae. Loài này được S.Watson miêu tả khoa học đầu tiên năm 1886.